# Avegno (Suíça)
Avegno foi uma comuna da Suíça, no Cantão Tessino, com cerca de 510 habitantes. Estendia-se por uma área de 8,13 km², de densidade populacional de 63 hab/km². Confinava com as seguintes comunas: Brione sopra Minusio, Gordevio, Locarno, Maggia, Mergoscia, Minusio, Orselina, Tegna, Verscio.
A língua oficial nesta comuna era o Italiano.

## História
Em 20 de abril de 2008, passou a formar parte da nova comuna de Avegno Gordevio.